# إيزابيل راميريز كاستانيدا
إيزابيل راميريز كاستانيدا (بالإسبانية: Isabel Ramírez Castaneda)‏ هي عالمة في الأتنيات ‏ مكسيكية، ولدت في 1881 في Milpa Alta ‏ في المكسيك، وتوفيت في 1943.